# Неприсягнувшие священники
Неприсягнувшие священники (фр. clergé réfractaire) — та часть французского духовенства, которая отказалась принести присягу французскому государству во время Великой французской революции.
Во время Французской революции Учредительное собрание отменило традиционную структуру французской католической церкви и реорганизовало её как институт в составе нового государственного устройства Франции. Одним из требований, предъявляемых духовенству, стала необходимость принести присягу на верность французскому государству, что освобождало священников из-под влияния римского папы. Это привело к расколу среди французского духовенства — между теми, кто принес присягу, известными как присягнувшие священники (или конституционное духовенство), и теми, кто отказался от присяги (неприсягнувшими священниками).

## Предпосылки
В течение столетий, предшествовавших французской революции, церковь функционировала в качестве самостоятельного института в границах Франции. Она контролировала около 10 % всех французских земель, взимала обязательную десятину, и получала доходы от своих имений, при этом церковь не раскрывала размер своих доходов.
При старом порядке Франция была разделена на три сословия, при этом духовенство составляло первое сословие, дворянство — второе, а простолюдины — третье. Как одно из двух привилегированных сословий, церковь была освобождена от всех налогов, хотя каждые пять лет Ассамблея духовенства устраивала подарок королю от имени Церкви.
В течение XVIII века Франция все больше погружалась в финансовый кризис. Для его преодоления государство в 1749 и 1780 годах пыталось отменить налоговые льготы церкви, для чего выступало с заявлениями о необходимости инвентаризации церковных богатств и их последующего налогообложения. Обе эти попытки были успешно отбиты церковью, чья инфраструктура, организация, человеческие ресурсы и влияние не имели себе равных во Франции. Эти события показывали, что попытки умерить силу и привилегии Церкви набирали обороты ещё до начала революции.

## Во время французской революции
В попытке найти мирное решение для растущих народных волнений и призывов к реформам, король Людовик XVI созвал собрание нотаблей в 1787 г., а затем возродил Генеральные штаты в 1789 году. В 1787 году Ассамблея духовенства и представители клира решительно выступали против любых реформ в Церкви,, но к началу заседаний Генеральных штатов в первом сословии начали формироваться внутренние разногласия. Епископы и прочие представители высшего духовенства (которые часто были выходцами из дворян) решительно объединились со вторым сословием в попытке сохранить свои привилегии. Однако многие приходские священники и другие представители низшего духовенства, часто будучи выходцами из третьего сословия, встали на его сторону.
Ситуация стала быстро меняться в 1789 году. 4 августа Учредительное собрание приняло Декларацию прав человека и гражданина, а в течение следующего года приступило к полной реорганизации французского общества. Частью этой реорганизации стала национализация церковных земель. В июне 1790 года собрание официально упразднило дворянство, а 12 июля приняло гражданскую конституцию духовенства.

### Гражданское устройство духовенства
Новое законодательство было направлено на перестройку церкви в том же направлении, в котором оно пыталось перестроить всё остальное общество. Границы епископств были изменены, чтобы соответствовать границам восьмидесяти трёх департаментов Франции. Духовенству было запрещено признавать власть любых должностных лиц церкви, состоявших на иноземной службе, в том числе и власть папы. Новым епископам запрещалось искать подтверждения своего назначения от папы, но разрешалось извещать его о своём назначении.
Наиболее дискуссионным аспектом церковной конституции стал порядок назначения новых епископов и их обязанности. Церковь оказалась полностью включена в структуру государственной власти, а епископы должны были избираться путем народного голосования. Эти изменения были с возмущением восприняты многими священниками, так как они не только разрушали церковную иерархию, но и позволяли протестантам, иудеям и атеистам напрямую влиять на церковные дела. Наибольшее возмущение вызвала статья XXI из раздела II. Эта статья требовала от епископов, чтобы они принимали присягу перед муниципальными чиновниками, подтверждая свою лояльность по отношению к французской нации под угрозой потери своей должности.
После этого взаимоотношения между церковью и революцией начали портиться гораздо быстрее. Хотя прежде единственной целью, объявляемой революционерами, была церковная реформа, ухудшение отношений с духовенством привело к росту антирелигиозной риторики и призывам к полному запрету церкви. Фабр д’Эглантин приписывал церкви единственную цель — «подчинить себе человеческий род и поработить его под своей властью». В октябре 1790 г. Национальное собрание запретило священникам, монахам, монахиням преподавать в школах; многие члены Собрания стали призывать к тому, чтобы заменить католическое христианство «религией патриотизма». В ноябре 1790 г. был подготовлен текст присяги, предусмотренной Гражданской конституцией духовенства, а в конце года Собрание потребовало принесения присяги.

### Неприсягнувшее духовенство
Клятва верности привела к огромному расколу в среде духовенства. Многие представители низшего духовенства поддерживали революционные призывы к реформе, но большинство считали такие призывы неприемлемыми. Тысячам священников, монахов и монахинь пришлось выбирать между отказом от присяги и риском последующего ареста и наказания, или принятием присяги и риском потерять надежду на спасение. В марте 1791 года папа был вынужден решить эту проблему путем выпуска буллы, официально осуждавшей революционные действия в отношении Церкви и объявлявшей об отлучении от церкви любого священника, который принял присягу.
Духовенство оказалось расколото на присягнувших священников (тех, кто принял присягу) и неприсягнувших священников (тех, кто отказался). Обе фракции подвергались преследованию, поскольку общины с сильными революционными настроениями преследовали (избивали или даже убивали) неприсягнувших священников, а в традиционных религиозных общинах с нападениями сталкивались присягнувшие священники.
Спор вокруг конституционного устройства духовенства и присяги стал первым крупным конфликтом, который разделил народные массы. До этого момента роялисты и прочие контрреволюционеры не пользовались популярностью среди населения, однако вмешательство государства в дела Бога привело к появлению большого числа несогласных, лояльных по отношению к местным священникам. Кроме того, в тех частях Франции, в которых имелся давний конфликт с протестантскими общинами, католическое население отказалось поддержать что-либо, что могло угрожать господствующему положению католической церкви. Многие священнослужители, ранее поддерживавшие революцию, оказались оттеснены в оппозицию к ней и тысячи священников скрывались или бежали из страны.

### Влияние
С одной стороны, революционеры предпринимали организованные усилия для борьбы с неприсягнувшими священниками, в том числе преследовали тех, кто участвовал в протестах, принимавших форму религиозных обрядов. С другой стороны, многие революционные лидеры начали воспринимать борьбу с церковью как вредную для революции. Некоторые были категорически против этого с этической точки зрения, как, например, Максимилиан Робеспьер, который утверждал, что атеизм — это опасный продукт аристократического декаданса, и считал, что нравственное общество должно по крайней мере признавать существование высшего существа. Другие революционеры выдвигали более практические возражения, указывая, что глубоко укоренившиеся религиозные убеждения не могут быть быстро изжиты, и что народная поддержка имеет приоритетное значение для революции. Разделение и отчуждение масс на почве религиозных вопросов никак не способствовало этой поддержке.
Конфликт вокруг религии оказал огромное негативное воздействие на Людовика XVI. Людовик был глубоко набожным человеком, и в то время как публично он был обязан одобрять гражданскую конституцию духовенства, в своей частной жизни он полностью её отвергал. В Пальмовое воскресенье в апреле 1791 года он принял причастие от неприсягнувшего священника. В то время как друзья, советники, и его жена решительно призывали его бежать из страны, Людовик сопротивлялся этим предложениям. Нападение на духовенство стало переломным моментом, который привел к несчастливому бегству короля в Варенн в июне 1791 года.